# WWF WrestleMania (videojuego)
WWF WrestleMania (nombrado después de la creación del pago por evento WrestleMania) es un juego de NES creado por Rare y publicado por Acclaim Entertainment en 1989. Fue el primer juego de la WWF publicado en la Nintendo Entertainment System y el segundo juego de la WWF en general, WrestleMania también marcó el comienzo de una largo legado de la aclamada compañía de lucha libre WWF, que duró diez años. El juego fue lanzado unos días antes de WrestleMania V, ya que fue planeado para ayudar a producir a ese evento, El lema oficial del evento fue: "Bigger Better Badder..." que más tarde fue usado para el videojuego WWE '12
Rare más tarde desarrolló una secuela del juego llamada, WWF Wrestlemania Challenge.

## Modo de juego
El juego cuenta con seis luchadores: Hulk Hogan, Andre The Giant, "Macho Man" Randy Savage, The Honky Tonk Man, Bam Bam Bigelow, y "The Million Dollar Man" Ted DiBiase. Todos los luchadores tienen una cantidad limitada de movimientos, que forman parte de golpes básicos, patadas, cabezazos, y un ataque terrestre, y un Tensor Finisher (que André the Giant y Bam Bam Bigelow no pueden realizar), y una Bodyslam (que Bam Bam Bigelow y Honky Tonk Man no pueden realizar). Todos los luchadores también poseen un "New Atack" que pueden usar cuando están detrás de un oponente (por lo general un golpe hacia atrás). Los movimientos son adaptados a cada luchador (por ejemplo Randy Savage utiliza un "Bionic elbow" en vez de un golpe). También vale la pena señalar que sólo Hulk Hogan es capaz de realizar el "Bodyslam". Los luchadores no pueden dejar el ring y sólo pueden ejecutar Tensor atacks en la parte inferior de las dos esquinas.